# عزآباد (مرودشت)
عزآباد (مرودشت)، روستایی از توابع بخش مرکزی شهرستان مرودشت در استان فارس ایران است. که در نزدیکی تخت جمشید قرار گرفته‌است.

## جمعیت
این روستا در دهستان محمدآباد قرار دارد و براساس سرشماری مرکز آمار ایران در سال ۱۳۸۵، جمعیت آن ۶۷۸ نفر (۱۶۸خانوار) بوده‌است.